# 590 a.C.

## Eventos
- Leão de Esparta foi feito rei de Esparta, reinou até 560 a.C. ano da sua morte, pertenceu à Dinastia Ágida.

## Mortes
- Euricrátides, rei de Esparta da Dinastia Ágida, que começou a reinar em 615 a.C..